# 16399 Grokhovsky
16399 Grokhovsky è un asteroide della fascia principale. Scoperto nel 1983, presenta un'orbita caratterizzata da un semiasse maggiore pari a 2,6355132 UA e da un'eccentricità di 0,2629381, inclinata di 7,34707° rispetto all'eclittica.